# Schloss Burgistein

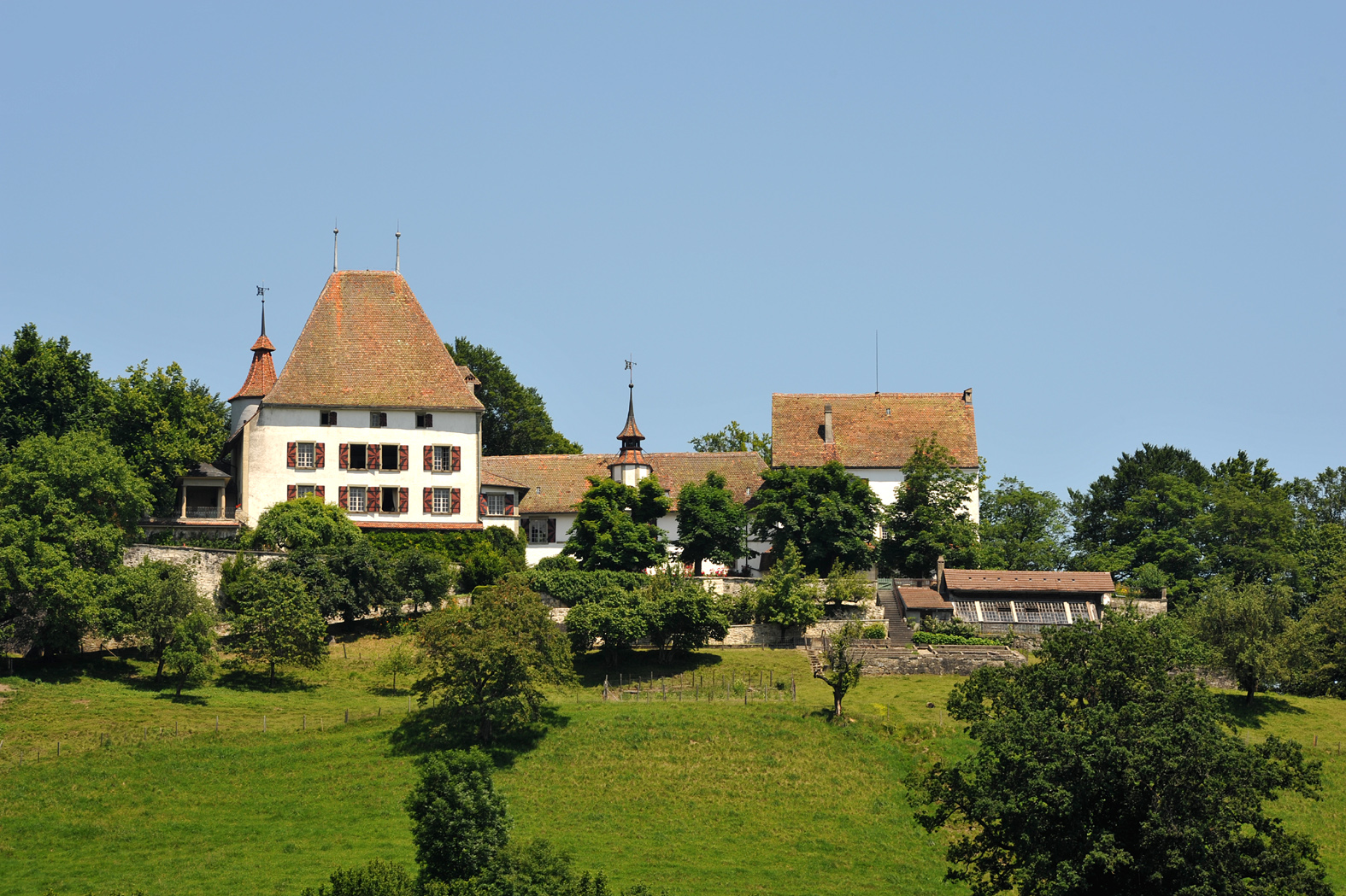
Schloss Burgistein

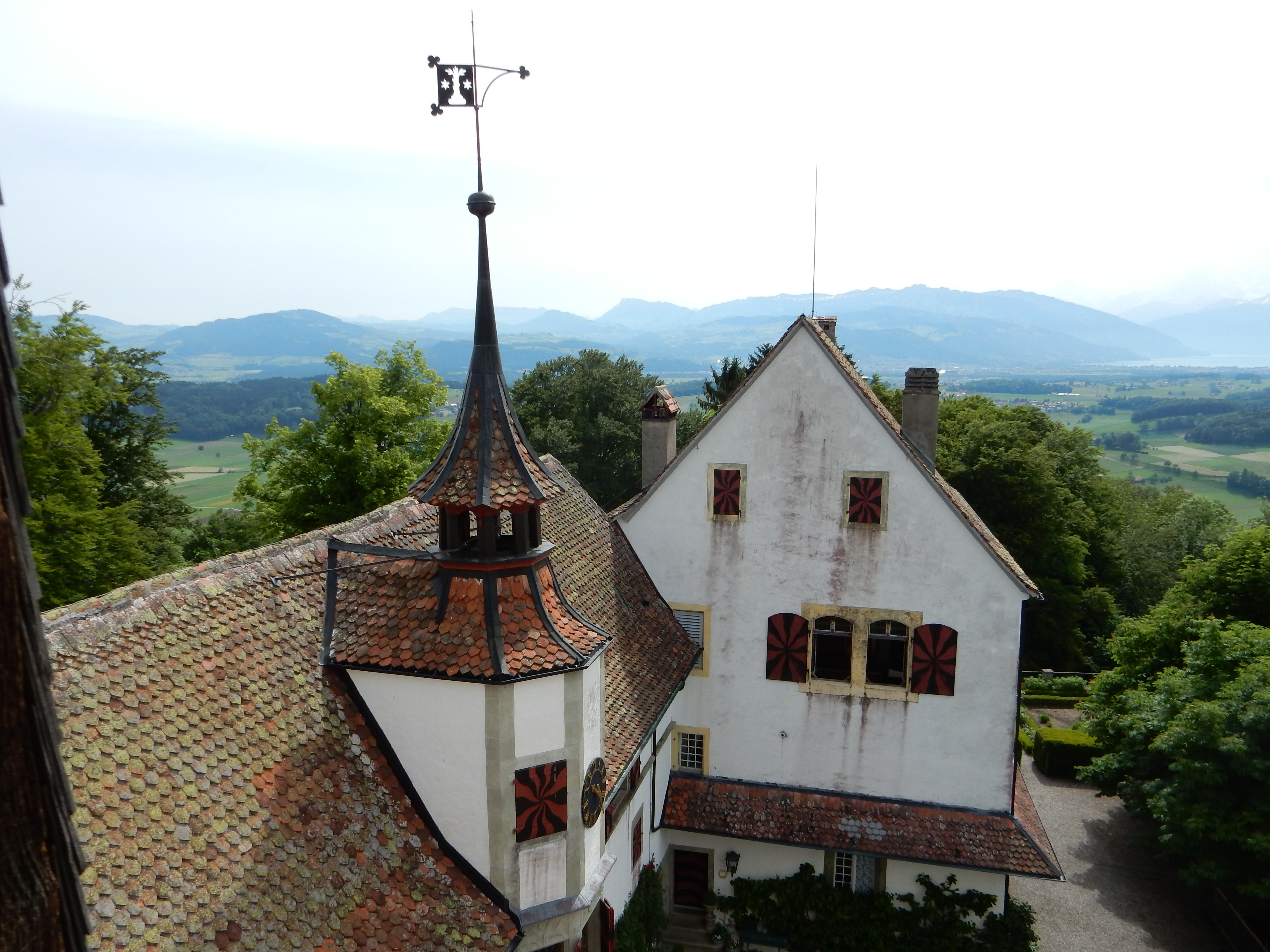
Blick vom Hauptgebäude gegen Süden, rechts der Thunersee

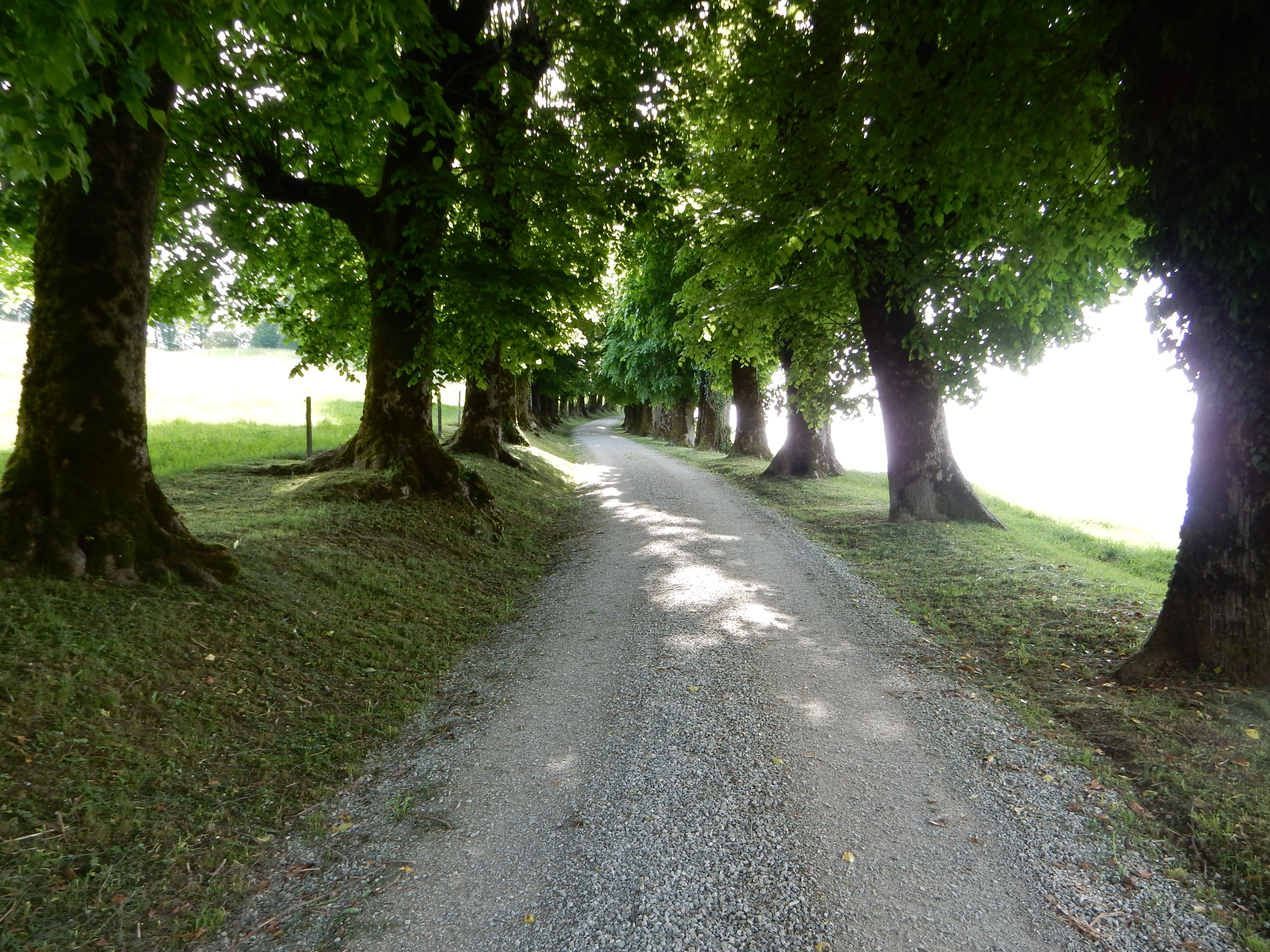
Allee unterhalb des Schlosses

Das Schloss Burgistein ist ein Schloss  in der Gemeinde Burgistein im Kanton Bern.

## Geschichte
Die Burg wurde nach 1260 durch Jordan I. von Thun erbaut, dem Begründer der Familie von Burgistein. 1339 wurde die Burg von den Bernern nach der Schlacht von Laupen zerstört. Gemäss dem Berner Chronisten Konrad Justinger wurde Jordan III. von Burgistein in der Burg durch den Schützen Ryffli erschossen.
Das neu aufgebaute Schloss gelangte von der 1397 ausgestorbenen Familie von Burgistein an Werner Münzer. 1493 kam die Burg in den Besitz der Familie von Wattenwyl. Nach der Heirat von Juliana von Wattenwyl mit Emanuel von Graffenried ging das Schloss 1714/15 in den Besitz der Familie von Graffenried über, die es noch bewohnt.
Die heutige Anlage entstand im 15. und 16. Jahrhundert. Überragt wird das Schloss vom mächtigen Westbau mit hohem Walmdach. Daran angebaut ist eine säulengetragene Galerie, darin fliesst ein Brunnen. Weiter folgt der im 16. Jahrhundert erbaute kleinere Ostbau. In diesem befinden sich eine Bibliothek und im 2. Stockwerk der Festsaal.